# Mala Loka (gmina Trebnje)
Mala Loka – wieś w Słowenii, w gminie Trebnje. W 2018 roku liczyła 42 mieszkańców.